# Otto Förster (Politiker)
Otto Förster (* 25. April 1891 in Mülbitz; † 1. Dezember 1979 in Ost-Berlin) war ein deutscher Politiker (KPD).
Förster besuchte die Volksschule und wurde Zigarrenmacher. Aufgrund spinaler Kinderlähmung war er vom Kriegsdienst befreit.
1906 wurde er Mitglied des Deutschen Tabakarbeiterverbandes. 1908 trat er der SPD bei und wechselte 1919 zur KPD. Er gehörte dem Provinziallandtag der Provinz Sachsen an. Dieser wählte ihn im November 1921 als Nachfolger von Wilhelm Osterburg in den Preußischen Staatsrat. Dem Staatsrat gehörte er bis zum Februar 1926 an. 1928 wurde er erneut Mitglied der SPD und nach der Zwangsvereinigung der SED.
Nach der Machtergreifung der Nationalsozialisten wurde er im Februar 1933 in Erfurt verhaftet und drei Monate in „Schutzhaft“ festgehalten. Er stand in der Zeit des Nationalsozialismus ständig unter Polizeiaufsicht. 1938 bis 1945 arbeitete er als Prüfer in der Gummifabrik AG in Leipzig.
August 1944 bis Dezember 1944 war er im Rahmen der Aktion Gitter erneut inhaftiert und wurde in das KZ Buchenwald verschleppt. Nach der Entlassung wurde er dem Volkssturm zugeteilt und Anfang April 1945 erneut kurzzeitig durch die Gestapo verhaftet und am Tag der Besetzung durch die US-Armee freigelassen. 1945 bis 1947 arbeitete er für die Deutsche Reichsbahn. 1947 wurde er stellvertretender Direktor des SVK Erfurt, 1952 Lohnrechner beim VEB Anlagebau Erfurt und 1953 bis 1955 Lehrer an der Parteischule in Naumburg. 1955 wurde er Schulungsbeauftragter beim Rat des Kreises Meißen und wohnte zuletzt in Berlin-Weißensee.